# 혼나역
혼나역(일본어: 本名駅)은 일본 후쿠시마현 오누마군 가네야마 정에 위치한 동일본 여객철도 다다미선의 철도역이다. 단선 승강장 1면 1선의 구조를 갖춘 지상역이다.

## 이용 현황
| 승차 인원 추이 | 승차 인원 추이 |
| 연도           | 1일 평균       |
| -------------- | -------------- |
| 2000           | 8              |
| 2001           | 5              |
| 2002           | 5              |
| 2003           | 3              |
| 2004           | 0              |

## 역 주변
- 국도 제252호선
- 다다미 강
- 혼나 댐

## 역사
- 1965년 2월 1일 : 개업. 여객 취급만.
- 1987년 4월 1일 : 일본국유철도 분할 민영화에 의해, 동일본 여객철도가 승계.
- 2011년
  - 7월 30일 : 니가타 · 후쿠시마 폭우에 의해 영업 중지.
  - 8월 26일 : 아이즈미야시타 - 혼나 - 아이즈오시오 간 버스 대체운행 개시.
  - 11월 1일 : 아이즈미야시타 - 혼나 - 다다미 간 버스 대체운행 개시.

## 인접 역
| 동일본 여객철도 다다미선           | 동일본 여객철도 다다미선 | 동일본 여객철도 다다미선   |
| ---------------------------------- | ------------------------ | -------------------------- |
| 아이즈카와구치 아이즈와카마쓰 방면 | ■ 다다미선               | 아이즈코스가와 고이데 방면 |